# Campionati europei di karate 2022
I campionati europei di karate 2022 sono stati la 56ª edizione della competizione. Si sono svolti a Gaziantep, in Turchia, dal 25 al 29 maggio.

## Medagliere
| Posiz. | Nazione            | Oro | Argento | Bronzo | Totale |
| ------ | ------------------ | --- | ------- | ------ | ------ |
| 1      | Turchia            | 7   | 1       | 1      | 9      |
| 2      | Croazia            | 2   | 1       | 1      | 4      |
| 3      | Spagna             | 1   | 3       | 1      | 5      |
| 4      | Italia             | 1   | 2       | 4      | 7      |
| 5      | Slovacchia         | 1   | 2       | 0      | 3      |
| 6      | Ungheria           | 1   | 1       | 0      | 2      |
| 7      | Francia            | 1   | 0       | 7      | 8      |
| 8      | Ucraina            | 1   | 0       | 3      | 4      |
| 9      | Serbia             | 1   | 0       | 0      | 1      |
| 10     | Grecia             | 0   | 1       | 4      | 5      |
| 11     | Azerbaigian        | 0   | 1       | 2      | 3      |
| 12     | Belgio             | 0   | 1       | 1      | 2      |
| 12     | Germania           | 0   | 1       | 1      | 2      |
| 14     | Bulgaria           | 0   | 1       | 0      | 1      |
| 14     | Inghilterra        | 0   | 1       | 0      | 1      |
| 16     | Georgia            | 0   | 0       | 1      | 1      |
| 16     | Israele            | 0   | 0       | 1      | 1      |
| 16     | Kosovo             | 0   | 0       | 1      | 1      |
| 16     | Macedonia del Nord | 0   | 0       | 1      | 1      |
| 16     | Portogallo         | 0   | 0       | 1      | 1      |
| 16     | Scozia             | 0   | 0       | 1      | 1      |
| 16     | Svizzera           | 0   | 0       | 1      | 1      |
| Totale | Totale             | 16  | 16      | 32     | 64     |

## Podi

### Maschili
| Categoria     | Oro | Argento | Bronzo |
| Kata          | Ali Sofuoğlu                                                                                                  | Damián Quintero | Yuki Ujihara |
| Kata          | Ali Sofuoğlu                                                                                                  | Damián Quintero | Mattia Busato |
| Team kata     | Turchia Emre Vefa Göktaş Enes Özdemir Ali Sofuoğlu                                                            | Spagna Sergio Galán Óscar García Alejandro Manzana                                                                        | Italia Mattia Busato Gianluca Gallo Alessandro Iodice                                                                          |
| Team kata     | Turchia Emre Vefa Göktaş Enes Özdemir Ali Sofuoğlu                                                            | Spagna Sergio Galán Óscar García Alejandro Manzana                                                                        | Azerbaigian Rovshan Aliyev Tural Baljanli Ismayil Guliyev                                                                      |
| Kumite −60 kg | Eray Şamdan                                                                                                   | Angelo Crescenzo | Ronen Gehtbarg |
| Kumite −60 kg | Eray Şamdan                                                                                                   | Angelo Crescenzo | Christos-Stefanos Xenos |
| Kumite −67 kg | Burak Uygur                                                                                                   | Dionysios Xenos | Joaquim Mendes |
| Kumite −67 kg | Burak Uygur                                                                                                   | Dionysios Xenos | Steven Da Costa |
| Kumite −75 kg | Erman Eltemur                                                                                                 | Brandon Wilkins | Elhami Shabani |
| Kumite −75 kg | Erman Eltemur                                                                                                 | Brandon Wilkins | Luigi Busà |
| Kumite −84 kg | Dániel György                                                                                                 | Enes Garibović | Petar Spasenovski |
| Kumite −84 kg | Dániel György                                                                                                 | Enes Garibović | Walid Deghali |
| Kumite +84 kg | Anđelo Kvesić                                                                                                 | Luca Costa | Ryzvan Talibov |
| Kumite +84 kg | Anđelo Kvesić                                                                                                 | Luca Costa | Gogita Arkania |
| Team kumite   | Francia Enzo Berthon Kilian Cizo Hendrick Confiac Jessie Da Costa Steven Da Costa Mehdi Filali Younesse Salmi | Azerbaigian Panah Abdullayev Tural Aghalarzade Rafael Aghayev Asiman Gurbanli Rafiz Hasanov Turgut Hasanov Aykhan Mamayev | Ucraina Valerii Chobotar Stanislav Horuna Valerii Sonnykh Ryzvan Talibov Andrii Toroshanko Kostiantyn Tsymbal Andrii Zaplitnyi |
| Team kumite   | Francia Enzo Berthon Kilian Cizo Hendrick Confiac Jessie Da Costa Steven Da Costa Mehdi Filali Younesse Salmi | Azerbaigian Panah Abdullayev Tural Aghalarzade Rafael Aghayev Asiman Gurbanli Rafiz Hasanov Turgut Hasanov Aykhan Mamayev | Grecia Theoharis Giannakos Konstantinos Mastrogiannis Dimitrios Stolis Georgios Tzanos Christos-Stefanos Xenos Dionysios Xenos |

### Femminili
| Categoria     | Oro                                                              | Argento                                                                        | Bronzo                                                           |
| Kata          | Sandra Sánchez                                                   | Dilara Bozan                                                                   | Jasmin Jüttner                                                   |
| Kata          | Sandra Sánchez                                                   | Dilara Bozan                                                                   | Terryana D'Onofrio                                               |
| Team kata     | Italia Carola Casale Terryana D'Onofrio Michela Pezzetti         | Spagna María López Lidia Rodríguez Raquel Roy                                  | Turchia Zehra Kaya Damla Pelit Damla Su Türemen                  |
| Team kata     | Italia Carola Casale Terryana D'Onofrio Michela Pezzetti         | Spagna María López Lidia Rodríguez Raquel Roy                                  | Francia Alexandra Feracci Laetitia Feracci Laura Pieri           |
| Kumite −50 kg | Serap Özçelik                                                    | Erminia Perfetto                                                               | Niswa Ahmed                                                      |
| Kumite −50 kg | Serap Özçelik                                                    | Erminia Perfetto                                                               | Jelena Pehar                                                     |
| Kumite −55 kg | Anželika Terljuha                                                | Ivet Goranova                                                                  | Madina Sadigova                                                  |
| Kumite −55 kg | Anželika Terljuha                                                | Ivet Goranova                                                                  | Amy Connell                                                      |
| Kumite −61 kg | Ingrida Suchánková                                               | Anna Miggou                                                                    | Anita Serogina                                                   |
| Kumite −61 kg | Ingrida Suchánková                                               | Anna Miggou                                                                    | Laura Sivert                                                     |
| Kumite −68 kg | Eda Eltemur                                                      | Miroslava Kopúňová                                                             | Vasiliki Panetsidou                                              |
| Kumite −68 kg | Eda Eltemur                                                      | Miroslava Kopúňová                                                             | Alizée Agier                                                     |
| Kumite +68 kg | Ivana Perović                                                    | Aicha Boussebaa                                                                | Kyriaki Kydonaki                                                 |
| Kumite +68 kg | Ivana Perović                                                    | Aicha Boussebaa                                                                | Nancy Garcia                                                     |
| Team kumite   | Croazia Sadea Bećirović Lucija Lesjak Lea Vukoja Mia Greta Zorko | Slovacchia Miroslava Kopúňová Lucia Kováčiková Hana Kuklová Ingrida Suchánková | Spagna María Espinosa Carlota Fernández María Nieto María Torres |
| Team kumite   | Croazia Sadea Bećirović Lucija Lesjak Lea Vukoja Mia Greta Zorko | Slovacchia Miroslava Kopúňová Lucia Kováčiková Hana Kuklová Ingrida Suchánková | Francia Alizée Agier Léa Avazeri Laura Sivert Jennifer Zameto    |